# Édouard de Courtenay (1526-1556)
Pour les articles homonymes, voir Édouard de Courtenay.
Édouard de Courtenay, né en 1526 et mort le 18 septembre 1556, 1er comte de Devon, est un aristocrate anglais.

## Biographie

### En prison
Il est le second fils, mais seul survivant, d'Henri de Courtenay († 1538), marquis d'Exeter, et de sa seconde épouse Gertrude Blount, fille de Guillaume Blount, 4e baron Montjoy,.
Son père était un personnage important à la Cour d'Henri VIII et sa mère s'était prise d'amitié avec la reine consort Catherine d'Aragon, amitié qui résista à la dissension des époux royaux.
En novembre 1538, les trois Courtenay sont arrêtés et incarcérés à la tour de Londres. Le père est accusé d'avoir conspiré avec le cardinal Reginald Pole pour susciter un soulèvement catholique. Henri Courtenay est exécuté le 9 décembre 1538. Édouard et sa mère sont proscrits et leurs titres et biens sont confisqués par la Couronne.
Sa mère est libérée en 1540 et conservera une solide amitié pour la fille de Catherine, Marie Tudor. Mais en tant qu'arrière-petit-fils d'Édouard IV et héritier probable de la maison d'York, Édouard est considéré comme une menace trop forte pour être libéré. En 1547, Henri VIII meurt. Il est remplacé par son fils légitime Édouard VI.
Alors qu'il est encore incarcéré, Édouard traduit Benefizio di Cristo (La prestation de la mort du Christ) en langue anglaise. Le manuscrit est dédié à Anne Stanhope, épouse de l'influent Édouard Seymour, 1er duc de Somerset.
Édouard VI meurt le 6 juillet 1553. Tandis qu'Édouard Seymour soutient la candidature de Jeanne Grey, Marie Tudor rassemble des partisans au château de Framlingham et marche sur pour revendiquer le trône. Jeanne est déposée après un court règne de 9 jours et Marie est reconnue souveraine d'Angleterre le 19 juillet 1553. Gertrude Blount obtient le 3 août la libération de son fils après 15 ans d'incarcération dans la Tour.

### Libération et faveur royale
Il est rapidement devenu un des favoris de Marie Tudor qui lui confère les titres de comte de Devon le 3 septembre et de chevalier de Bath le 29 septembre. Le 1er octobre, Marie est couronnée et c'est le nouveau comte de Devon qui lui présente l'épée de cérémonie. Le 10 octobre Édouard récupère les terres et titres de son père, à l'exception du marquisat d'Exeter.
En janvier 1554, il accueille comme comte de Devon les nouveaux ambassadeurs de Charles V, empereur romain germanique. Il est également commissaire spécial au procès de Robert Dudley, beau-frère de Jeanne Grey. Le nouveau chancelier Étienne Gardiner aurait encouragé Marie Tudor à épouser Édouard de Courtenay, mais la reine penchait pour un mariage étranger et choisit Philippe d'Espagne comme mari.
Le comte de Devon se rapproche alors de la demi-sœur de Marie, Élisabeth, héritière présomptive tant que Marie n'avait pas de descendance. L'union de Marie et Philippe était extrêmement impopulaire chez les Anglais et Marie avait déjà 38 ans au moment du mariage. 

### Nouveaux désagréments
En janvier 1554 a lieu la rébellion de Thomas Wyatt. Elle est écrasée dans le mois, mais des rumeurs impliquent Édouard et Élisabeth. Tous deux sont incarcérés à la tour de Londres en attendant le procès. En l'absence de preuve, aucune condamnation ne pouvait être envisagée. Élisabeth est alors placée en résidence surveillée sous la surveillance de Sir Henry Bedingfield, puis autorisée à revenir à la Cour à la fin de l'année. Édouard qui a perdu la confiance de son ancienne protectrice, doit purger un an de résidence surveillée au château de Fotheringay avant d'être libéré et exilé sur le continent. Il conserve ses droits et ses biens, mais il lui est interdit de revenir sur le sol anglais. Il part alors pour la république de Venise, où vivent de nombreux exilés anglais.
Le ressentiment était partagé par Élisabeth qui le tenait en partie responsable de son incarcération.
Courtenay meurt à Padoue, le 18 septembre 1556, des suites d'une fièvre attrapée trois semaines plus tôt. Sa mort fut considérée par ses contemporains comme un possible empoisonnement,.

### Source
- (en) Cet article est partiellement ou en totalité issu de l’article de Wikipédia en anglais intitulé « Edward Courtenay, 1st Earl of Devon » (voir la liste des auteurs).